# Вест-Лівінгстон (Техас)
Вест-Лівінгстон (англ. West Livingston) — переписна місцевість (CDP) в США, в окрузі Полк штату Техас. Населення — 8156 осіб (2020).

## Географія
Вест-Лівінгстон розташований за координатами 30°42′3″ пн. ш. 95°1′8″ зх. д. / 30.70083° пн. ш. 95.01889° зх. д. (30.700927, -95.019003).  За даними Бюро перепису населення США в 2010 році переписна місцевість мала площу 77,80 км², з яких 61,60 км² — суходіл та 16,19 км² — водойми.

## Демографія
Згідно з переписом 2010 року, у переписній місцевості мешкала 8071 особа в 1663 домогосподарствах у складі 1173 родин. Густота населення становила 104 особи/км².  Було 2384 помешкання (31/км²).
Расовий склад населення:
| - 63,7 % — білих - 22,0 % — чорних або афроамериканців - 0,5 % — корінних американців - 0,3 % — азіатів - 12,1 % — осіб інших рас |

До двох чи більше рас належало 1,4 %. Частка іспаномовних становила 19,6 % від усіх жителів.
За віковим діапазоном населення розподілялося таким чином: 12,9 % — особи молодші 18 років, 76,4 % — особи у віці 18—64 років, 10,7 % — особи у віці 65 років та старші. Медіана віку мешканця становила 39,2 року. На 100 осіб жіночої статі у переписній місцевості припадало 271,1 чоловіків;  на 100 жінок у віці від 18 років та старших — 323,0 чоловіків також старших 18 років.
Середній дохід на одне домашнє господарство  становив 57 887 доларів США (медіана — 39 700), а середній дохід на одну сім'ю — 63 129 доларів (медіана — 43 640). За межею бідності перебувало 13,8 % осіб, у тому числі 18,1 % дітей у віці до 18 років та 11,2 % осіб у віці 65 років та старших.
Цивільне працевлаштоване населення становило 1884 особи. Основні галузі зайнятості: освіта, охорона здоров'я та соціальна допомога — 19,9 %, роздрібна торгівля — 12,9 %, виробництво — 10,6 %, науковці, спеціалісти, менеджери — 9,0 %.